# Mandragora (film)
Mandragora je český film z roku 1997 ze světa pražských prostitutů. Psychologické drama natočil polský režisér Wiktor Grodecki podle scénáře, na němž spolupracoval s jedním z hlavních protagonistů a těžil z jeho osobních příběhů. Navázal tím na své předchozí dokumentární filmy Tělo bez duše a Andělé nejsou andělé, v nichž se věnoval téže problematice.

## Děj
Film vypráví příběh patnáctiletého Marka, který utekl od přísného otce z Přerova do hlavního města Prahy. V nádražní herně natrefí na protřelého pasáka Honzu, který ho přivede ke gay prostituci. Hned první noc končí v bytě bohatého, slizce vylíčeného gaye Franty a nedobrovolně zažívá svůj první "kšeft". Přátelství posléze nachází u šestnáctiletého kolegy Davida, který je prostitutem v Praze již rok a s nímž společně okradou spícího německého klienta. Pasák Honza je po pronásledování kluků zatčen policií a dvojice si dál sama vydělává na živobytí krádežemi a prostitucí.  
Zkouší pást desítku mladších kluků, které odkoupí od svérázného pasáka Saši a kteří by měli „šlapat“ za ně. Jenže kšefty se nehýbou a kluci jsou z hotelu Delta vystěhováni. Na své cestě potkávají dalšího bohatého, ale šíleného klienta, který málem Marka zabije, další prostituty jako Libor, nebo amerického klienta Rudyho, kterého za pomoci alkoholu uspí a okradou o dolary a cennosti. 
Kluci odjíždí do Ústí nad Labem za Davidovým otcem, kterému chce David popřát k narozeninám, místo zazvonění se ale na chodbě paneláku psychicky sesype a s otcem se nesetká. Pokračují v pití na místní diskotéce, kde na sebe upoutají pozornost místních postarších štamgastů svým okázalým vystupováním. Na toaletě jsou napadeni, čemuž nezabrání ani Lucie, bývalá Davidova přítelkyně, která je také v baru.  
Ráno se pokusí oloupit stařenku na hřbitově, jelikož nemají už žádné peníze a vrací se zpátky do Prahy. Zde je hledá policie, propuštěný Honza i rozzlobený Saša, kterému není po chuti, že prchli s lupem po Rudym, který si nárokoval. 
Do podniku, kde se prostituti schází je již nepustí, o chvíli později jsou zbiti Sašovými kluky. Dostávají se opět k Honzovi, v žalostném stavu na hlavním nádraží vybírají z košů zbytky cigaret a žádný z klientů je již nechce. Do toho vstupuje Libor, který se vrátil ze Španělska, Davida odvádí stranou a dává mu drogy. 
Setkání s Liborem je přivede za Krysou, dalším pasákem, který ve vlastním bytě točí porno pro německou společnost v bytě na Žižkově, kde se volně pohybují děti a manželka a vše se odehrává v jejich přítomnosti.. Nabízí klukům pervitin a přinutí je k nechráněnému análnímu styku. David se nechtěně znovu setká s Američanem Rudym a schytá bolestivou odplatu za krádež. Je zatčen policií a Marek zůstává sám. Vrací se k Liborovi a žádá ho, aby mu prodal dávku pervitinu. Libor mu vyhoví.
Od Libora se také dozví, že vězeňští doktoři zjistili, že David je HIV pozitivní. V ten okamžik si Marek vzpomene, co se stalo u Krysy a je mu jasné, že je i on HIV pozitivní. Výrobce drog a porna Krysu udá na policii a po proběhlé razii, kdy policisté najdou jak samotného Krysu, který se chtěl při zásahu předávkovat pervitinem, tak i skupinu kluků, kteří zrovna natáčeli s Krysou porno. Marek na chodbě vyloupí Krysovu drogovou skrýš, kterou sebere a uteče. 
Do Prahy se vydal hledat i zoufalý Markův otec, který po neúspěšném policejním vyšetřování pátrá sám a dostane se až do klubu, kde fyzicky konfrontuje Sašu, který mu nabízí jiného chlapce jménem Marek. 
Marek s balíkem plným drog utíká na hlavní nádraží, kde si v kabince na toaletě připravuje dávku heroinu. Dostává halucinace a na toaletě se nožem podřeže. Mezitím na hlavní nádraží přichází Markův otec, jde na toaletu. Mezi Markem a otcem jsou jen zavřené dveře. Jenže v tu dobu je už Marek v kaluži krve a bez známek života a otec o něm neví. Ten odjíždí zoufalý z Prahy zpět do Přerova.

## Obsazení
| Miroslav Čáslavka | Marek        |
| David Švec        | David        |
| Pavel Skřípal     | Honza        |
| Kostas Zerdaloglu | Krysa        |
| Jiří Kodeš        | otec         |
| Karel Polišenský  | Saša         |
| Jitka Smutná      | Krysova žena |
| Pavel Kočí        | Rudy         |